# Црква Светог преображења Господњег у Крајпољу
Црква Светог преображења Господњег у Крајпољу је храм Српске православне цркве који припада Епархији захумско-херцеговачкој и приморској. Налази се у селу Крајпоље, Љубиње, Република Српска, Босна и Херцеговина.
Сматра се да је црква подигнута у средњем веку. Према сачуваним подацима, порушена је крајем 15. века од стране Османлија. На иницијативу локалног становништва изграђена је нова црква у спомен старој. Освећење камена темељца извршено је 23. јула 1988. године, а освећење новоизграђеног храма 10. септембра 1989. године.